# Hexarthrius bowringii
Hexarthrius bowringii es una especie de coleóptero de la familia Lucanidae.

## Distribución geográfica
Habita en Darjeeling, Assam y Birmania.